# Матч СРСР — США — Велика Британія з легкої атлетики в приміщенні 1989
Матч СРСР — США — Велика Британія з легкої атлетики в приміщенні 1989 був проведений 10 березня в Глазго.
У матчевій зустрічі змагались лише чоловіки у 15 дисциплінах, 14 з яких були проведені під дахом «Келвін-голла», крім змагань з метання ваги — що були проведені на метальному секторі просто неба.
Після завершення у 1979 класичної матчевої серії протистоянь радянських та американських легкоатлетів, матч у Глазго став передостаннім в історії матчевим змаганням (останнє відбулось 1990 року), де брали участь збірні СРСР та США. Окремого підрахунку результатів виступів між радянськими та американськими командами за регламентом цієї зустрічі не здійснювалось.

## Результати
| Місце | Атлет             | Результат |
| ----- | ----------------- | --------- |
| 1     | Майкл Россвесс    | 6,57      |
| 2     | Браян Купер       | 6,65      |
| 3     | Стенлі Флойд      | 6,68      |
| 4     | Андрій Разін      | 6,77      |
| 5     | Майкл Мак-Фарлейн | 6,80      |
| 6     | Віталій Савін     | 6,83      |

| Місце | Атлет               | Результат |
| ----- | ------------------- | --------- |
| 1     | Джон Реджіс         | 20,99     |
| 2     | Аде Мафе            | 21,11     |
| 3     | Томас Джефферсон    | 21,56     |
| 4     | Браян Купер         | 21,67     |
| 5     | Микола Разгонов     | 23,44     |
| —     | Олександр Горемикін | DQ        |

| Місце | Атлет               | Результат |
| ----- | ------------------- | --------- |
| 1     | Марк Роу            | 46,85     |
| 2     | Браян Віттл         | 47,08     |
| 3     | Гарі Кадоган        | 47,64     |
| 4     | В'ячеслав Кочерягін | 48,49     |
| —     | Чіп Дженкінс        | DQ        |
|       |                     |           |

| Місце | Атлет              | Результат |
| ----- | ------------------ | --------- |
| 1     | Андрій Судник      | 1.47,05   |
| 2     | Ентоні Моррелл     | 1.47,28   |
| 3     | Ікем Біллі         | 1.47,39   |
| 4     | Джек Армор         | 1.47,80   |
| 5     | Рей Браун          | 1.48,47   |
| 6     | Андрій Крамінський | 1.49,09   |

| Місце | Атлет            | Результат   |
| ----- | ---------------- | ----------- |
| 1     | Стів Кребб       | 3.39,55     |
| 2     | Джефф Аткінсон   | 3.39,61     |
| 3     | Сергій Афанасьєв | 3.39,73 NIR |
| 4     | Віктор Калінкін  | 3.43,49     |
| 5     | Джим Норріс      | 3.47,35     |
| 6     | Ендрю Геддес     | 3.56,48     |

| Місце | Атлет             | Результат |
| ----- | ----------------- | --------- |
| 1     | Даг Паділья       | 8.01,31   |
| 2     | Браян Дімер       | 8.02,89   |
| 3     | Михайло Дасько    | 8.03,28   |
| 4     | Томас Генлон      | 8.05,14   |
| 5     | Саймон Магглстоун | 8.05,76   |
| 6     | Олександр Бурцев  | 8.24,57   |

| Місце | Атлет            | Результат |
| ----- | ---------------- | --------- |
| 1     | Колін Джексон    | 7,44      |
| 2     | Роджер Кінгдом   | 7,46      |
| 3     | Ігор Казанов     | 7,55      |
| 4     | Артур Блейк      | 7,58      |
| 5     | Девід Нельсон    | 7,87      |
| 6     | Володимир Шишкін | 7,90      |

| Місце | Команда                                                                        | Результат   |
| ----- | ------------------------------------------------------------------------------ | ----------- |
| 1     | СШАКларенс Денієл (46,4) Чіп Дженкінс (46,1) Кен Ловері (46,2) Марк Роу (46,5) | 3.05,21 WIR |
| 2     | СРСРВ'ячеслав Кочерягін Віктор Калінкін Олександр Горемикін Сергій Афанасьєв   | 3.08,48     |
| 3     | Велика БританіяГарі Кадоган Тодд Беннетт Маркус Адам Браян Віттл               | 3.17,59     |

| Місце | Атлет            | Результат |
| ----- | ---------------- | --------- |
| 1     | Франц Костюкевич | 19.39,14  |
| 2     | Євген Мисюля     | 19.39,23  |
| 3     | Анді Дрейк       | 20.05,82  |
| 4     | Мартін Белл      | 20.26,36  |
| 5     | Гері Морган      | 21.01,12  |
| —     | Рей Шарп         | DQ        |

| Місце | Атлет           | Результат |
| ----- | --------------- | --------- |
| 1     | Олексій Ємелін  | 2,32      |
| 2     | Долтон Грант    | 2,29      |
| 3     | Джейк Джакобі   | 2,20      |
| 4     | Сергій Димченко | 2,20      |
| 5     | Джон Голман     | 2,20      |
| 6     | Майк Паскуццо   | 2,15      |

| Місце | Атлет          | Результат |
| ----- | -------------- | --------- |
| 1     | Ігор Потапович | 5,65      |
| 2     | Скотт Девіс    | 5,50      |
| 3     | Валерій Ішутін | 5,40      |
| 4     | Майк Едвардс   | 5,15      |
| 5     | Андрю Ашерст   |           |
| —     | Девід Кенворті | NH        |

| Місце | Атлет              | Результат |
| ----- | ------------------ | --------- |
| 1     | Пол Джонсон        | 7,94      |
| 2     | Баррінгтон Вільямс | 7,84      |
| 3     | Володимир Бобильов | 7,80      |
| 4     | Рей Гамфрі         | 7,79      |
| 5     | Леонід Волошин     | 7,68      |
| 6     | Білл Аєрс          | 7,62      |

| Місце | Атлет               | Результат |
| ----- | ------------------- | --------- |
| 1     | Кенні Гаррісон      | 16,85     |
| 2     | Ігор Лапшин         | 16,69     |
| 3     | Джон Тіллман        | 16,53     |
| 4     | Джон Герберт        | 16,21     |
| 5     | Олександр Коваленко | 16,10     |
| 6     | Джонатан Едвардс    | 15,94     |

| Місце | Атлет          | Результат |
| ----- | -------------- | --------- |
| 1     | В'ячеслав Лихо | 20,72     |
| 2     | Огаст Вулф     | 20,46     |
| 3     | Сергій Смирнов | 20,21     |
| 4     | Пол Едвардс    | 18,68     |
| 5     | Рон Маккі      | 18,50     |
| 6     | Метт Сімсон    | 17,08     |

| Місце | Атлет           | Результат |
| ----- | --------------- | --------- |
| 1     | Юрій Сєдих      | 23,12     |
| 2     | Ленс Діл        | 21,40     |
| 3     | Сергій Литвинов | 21,04     |
| 4     | Патрік Іган     | 20,92     |
| 5     | Шейн Пікок      | 19,94     |
| 6     | Мік Джонс       | 18,80     |

## Командний залік
| СРСР | США | Велика Британія |
| ---- | --- | --------------- |
| 104  | 105 | 107             |